# (33793) 1999 SO26
1999 SO26 (asteroide 33793) é um asteroide da cintura principal. Possui uma excentricidade de 0.08773190 e uma inclinação de 11.75215º.
Este asteroide foi descoberto no dia 30 de setembro de 1999 por LINEAR em Socorro.